# Liste der portugiesischen Botschafter in Haiti
Die Liste der portugiesischen Botschafter in Haiti listet die Botschafter der Republik Portugal in Haiti auf. 
Als erster Vertreter Portugals in der haitianischen Hauptstadt Port-au-Prince wurde der portugiesische Botschafter in der kubanischen Hauptstadt Havanna im Jahr 1956 akkreditiert. Eine eigene Botschaft eröffnete Portugal in Haiti seither nicht, das Land gehört weiterhin zum Amtsbezirk des Portugiesischen Botschafters in Kuba, der dazu in Haiti zweitakkreditiert ist (Stand 2019).

## Missionschefs
| Name                                                  | Bild  | Akkreditierungsdatum               | Anmerkungen                                                                         |
| Haiti                                                 | Haiti | Haiti                              | Haiti                                                                               |
| ----------------------------------------------------- | ----- | ---------------------------------- | ----------------------------------------------------------------------------------- |
| João Rodrigues Simões Affra                           |       | seit 1956                          | Ministro Plenipotenciário mit Amtssitz Havanna, 1956 in Port-au-Prince akkreditiert |
| António Leal da Costa Lobo                            |       | 1961–1963                          | Übergangs-Geschäftsträger am Amtssitz Havanna                                       |
| Luís Gonzaga Ferreira                                 |       | 1963–1969                          | Geschäftsträger am Amtssitz Havanna                                                 |
| Manuel Lopes da Costa                                 |       | 4. März 1969 –27. November 1969    | Geschäftsträger am Amtssitz Havanna                                                 |
| António Abel Martins Pereira de Meneses Pinto Machado |       | 15. Januar 1971 –3. November 1972  | Geschäftsträger am Amtssitz Havanna                                                 |
| José Custódio de Freitas Fernandes Fafe               |       | 28. Januar 1975 –9. September 1977 | Botschafter mit Amtssitz Havanna                                                    |
| Manuel João da Palma Carlos                           |       | 24. November 1977 –24. Juni 1980   | Botschafter mit Amtssitz Havanna                                                    |
| Júlio Francisco de Sales Mascarenhas                  |       | 25. Juni 1980 –17. März 1981       | Übergangs-Geschäftsträger am Amtssitz Havanna                                       |
| Fernando José Rodrigues Ramos Machado                 |       | 26. Mai 1981– 27. September 1981   | Übergangs-Geschäftsträger am Amtssitz Havanna                                       |
| Francisco José Laço Treichler Knopfli                 |       | 27. September 1981 –4. April 1984  | Botschafter mit Amtssitz Havanna                                                    |
| Constantino Ribeiro Vaz                               |       | 5. April 1984–1989?                | Botschafter mit Amtssitz Havanna                                                    |
| Fernão Manuel Homem de Gouveia Favila Vieira          |       | 29. Oktober 1989 –1. Oktober 1993  | Botschafter mit Amtssitz Havanna                                                    |
| António Augusto Carvalho de Faria                     |       | 28. Oktober 1993 –31. März 1999    | Botschafter mit Amtssitz Havanna                                                    |
| Alfredo Manuel Silva Duarte Costa                     |       | 1999–5. März 2004                  | Botschafter mit Amtssitz Havanna                                                    |
| Mário Godinho de Matos                                |       | 8. März 2004 –26. Oktober 2008     | Botschafter mit Amtssitz Havanna                                                    |
| Luís José Moreira da Silva Barreiros                  |       | 20. November 2008 –21. Juni 2013   | Botschafter mit Amtssitz Havanna                                                    |
| Fernando António Alberty Tavares de Carvalho          |       | 24. Juni 2013 –26. September 2015  | Botschafter mit Amtssitz Havanna                                                    |
| Luís Filipe Melo e Faro Ramos                         |       | 8. Juli 2015 –20. Oktober 2017     | Botschafter mit Amtssitz Havanna                                                    |
| Fernando d’Orey de Brito e Cunha Figueirinhas         |       | seit 30. April 2018                | Botschafter mit Amtssitz Havanna                                                    |